# Proces (informatica)

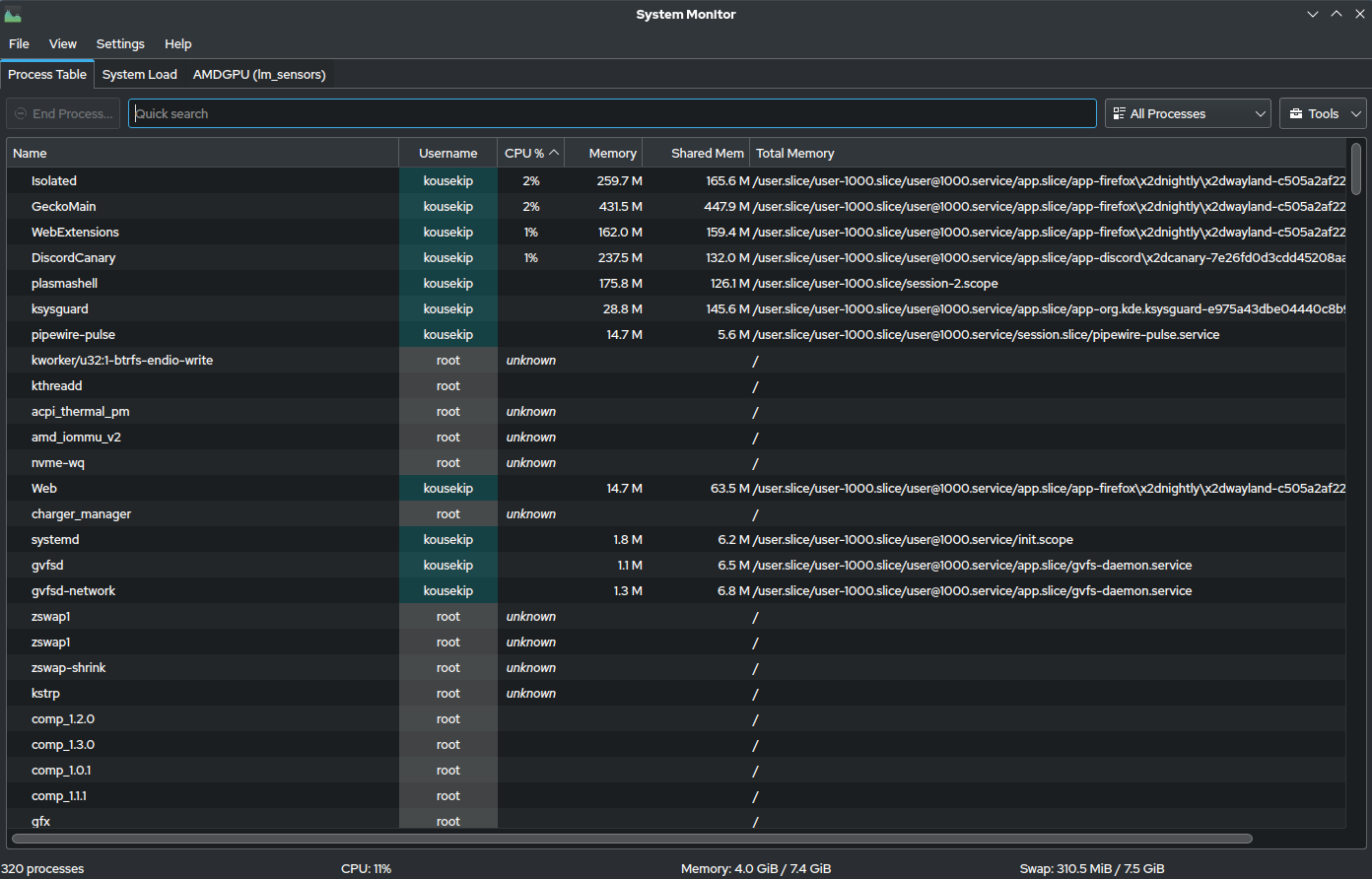
procestabel

Op een computer kan binnen een proces (of taak) een computerprogramma uitgevoerd worden. Het besturingssysteem geeft de processen op het systeem de benodigde systeembronnen en processortijd om deze uit te voeren. Besturingssystemen ondersteunen tegenwoordig ook multitasking waardoor de gebruiker kan wisselen tussen de processen die uitgevoerd worden. In een proces zelf kunnen ook meerdere taken uitgevoerd worden. Deze processen in het klein worden threads genoemd.
Een proces bestaat uit 3 elementen:
- Uitvoerbare code
- Data
- Uitvoeringscontext (status, CPU-registers)